# Дромицейомим
Дромицейомим (лат. Dromiceiomimus — подражающий эму) – род тероподных динозавров из семейства орнитомимид.
Большие глаза и форма клюва, а также передние конечности предполагают, что дромицейомим специализировался на охоте на мелкую дичь в сумеречные часы. Обнаружение скелетов взрослой особи с двумя молодыми указывает на существование некой формы или структуры семейного типа. Есть предположение, что из-за широких бедер этот динозавр не откладывал яиц: возможно, он был живородящим. Дромицейомим внешне очень напоминал эму и, подобно этой птице, очень быстро бегал. Именно быстрота, а также хорошее зрение обеспечивали ему защиту от хищников, которых он мог заметить издалека и скрыться от них.

## Описание

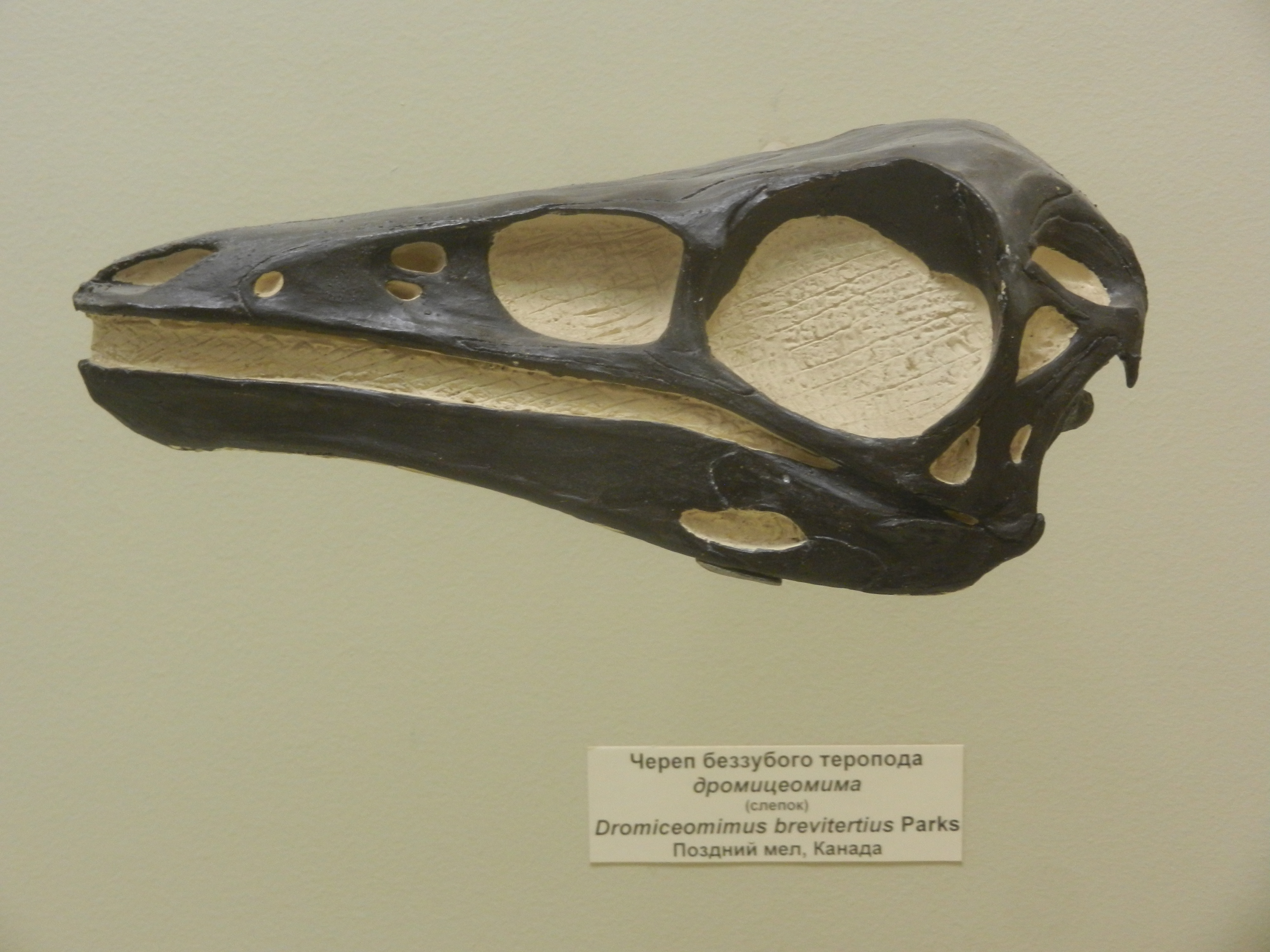
Череп Dromiceiomimus brevitertius

Дромицейомим имел довольно короткое туловище и длинные мощные задние ноги. Тонкую длинную шею венчала маленькая голова с удлиненными беззубыми челюстями. При этом, в отличие от эму, у него был длинный хвост и хорошо развитые передние конечности с острыми когтями, с помощью он мог с легкостью схватывать живую добычу и другие виды корма. Мозг динозавра, похожий на мозг современного эму, был хорошо развит.
Голени длинные, пропорционально длиннее, чем у других орнитомимид, что свидетельствует о чрезвычайной скорости бега. Возможно, он был самым быстрым бегуном среди динозавров, способным развивать скорость до 73 км/ч. Глаза больше, чем у других орнитомимид. Форма морды и слабые челюстные мышцы говорят о том, что он питался насекомыми. Передние конечности кажутся более приспособленными к рытью земли, чем к захвату крупной добычи.
В 1926 году Dromiceiomimus был описан Уильямом А. Парксом, канадским палеонтологом, как вид струтиомима.

Dromiceiomimus brevitertius в сравнении с человеком

Длина 3,5 м.